# David Peter
David Peter (* 31. ledna 1976 Praha) je vrchní rabín v Praze se sídlem úřadu na Židovské radnici v Maiselově ulici v Praze 1 – Josefově.

## Život a činnost
David Peter se narodil v Praze v roce 1976 jako syn varhaníka a pedagoga Václava Petera a jeho manželky, žurnalistky a spisovatelky Zuzany Peterové.
Po absolvování civilní vojenské služby v rámci Pražské židovské obce odcestoval roku 1998 do Izraele, kde studoval učení Talmudu, rabínské právo a halachu v izraelském institutu židovských studií Machon Me'ir. V roce 1999 nastoupil ke studiu na ješivě ha-Kotel, vedené rabínem Chajimem Kacem a následně od roku 2005 po dobu šesti let pokračoval ve studiích na ješivě Merkaz ha-rav a současně s tím v rabínském semináři na Straus-Amielově institutu pod vedením rabínů Šlomo Riskina a Eliahu Birnbauma. Po absolvování studií úspěšně vykonal zkoušky a získal rabínské oprávnění, včetně rabínského oprávnění od rabína Zalmana Nechemiji Goldberga.
Po dokončení studií se vrátil zpět do Prahy, kde se aktivně zapojil do dění Pražské židovské obce a stal se později jejím vrchním rabínem.